# SN 1996cr
SN 1996cr – nietypowa supernowa odkryta w 2001 przez Franza Bauera za pomocą teleskopu rentgenowskiego Chandra. Znajduje się w galaktyce spiralnej Cyrkla. Analiza archiwalnych zdjęć z teleskopu AAT sugeruje, że supernowa eksplodowała pomiędzy 28 stycznia 1995 a 15 marca 1996. Od momentu odkrycia ilość promieniowania rentgenowskiego pochodzącego ze źródła tej supernowej stale wzrasta. SN 1996cr to jedna z najjaśniejszych supernowych w paśmie radiowym i rentgenowskim oraz jednocześnie to jedna z pięciu najbliższych supernowych, których nie zauważono wkrótce po wybuchu. Wykazuje ona wiele podobieństw do SN 1987A.

## Model wybuchu
Na podstawie danych pochodzących z różnych teleskopów oraz wyników badań teoretycznych powstał model wybuchu SN 1996cr. Według zespołu naukowców kierowanego przez Franza Bauera przed eksplozją gwiazdy ciśnienie jej wiatru lub wcześniejsza eksplozja, poprzedzająca wybuch SN 1996cr, przyczyniły się do powstania dużej pustki w otaczającym gazie. Dlatego też w momencie wybuchu fale uderzeniowe mogły początkowo rozszerzać się we wnętrzu pustej przestrzeni nie napotykając przeszkód. Później jednak czoło fali zderzyło się z gęstym ośrodkiem otaczającym SN 1996cr, co wywołało intensywne świecenie układu w paśmie radiowym i rentgenowskim. Według naukowców podobny efekt zachodził też w przypadku SN 1987A, choć był słabszy, gdyż ośrodek otaczający supernową SN 1987A miał mniejszą gęstość.
Według zespołu astronomów badającego SN 1996cr obie supernowe dostarczają dowodów na to, że poprzedzające główny wybuch epizody prowadziły do oczyszczenia otoczenia umierającej gwiazdy. Podobieństwo zaobserwowane dla dwóch bliskich supernowych sugeruje, że podobne procesy mogą poprzedzać śmierć znacznej części supermasywnych gwiazd.